# Giuseppe Console
Giuseppe Console, soprannominato il Principe del Fischietto (Novara, 27 aprile 1930 – Novara, 14 febbraio 2014), è stato un arbitro di hockey su pista italiano, considerato uno dei migliori arbitri italiani, in particolar modo dal 1959 al 1970..

## Biografia
Nasce in Piemonte tra la prima e la seconda guerra mondiale, in una città da sempre molto incline alla disciplina dell'hockey su prato. Durante la sua carriera ha diretto in due mondiali, quattro campionati europei e diversi incontri delle coppe europee.